# 2,4,6-Trinitro-m-kresol
2,4,6-Trinitro-m-kresol ist eine organische Verbindung, die sich sowie von 1,3,5-Trinitrobenzol als auch vom m-Kresol ableitet. Als mehrfach nitrierter Aromat besitzt der Stoff explosionsgefährliche Eigenschaften.

## Gewinnung und Darstellung
2,4,6-Trinitro-m-kresol kann durch Nitrierung von m-Kresoldisulfonsäure dargestellt werden, welche wiederum durch eine Sulfonierung von m-Kresol hergestellt werden kann.

## Eigenschaften
2,4,6-Trinitro-m-kresol ist ein kristalliner Feststoff. Als Phenolderivat mit elektronenziehenden Substituenten wirkt der Stoff als Säure. Der pKa-Wert beträgt 3,73. Die Löslichkeiten in verschiedenen Lösungsmitteln unterscheidet sich stark. Der eher mäßigen Löslichkeit in Chlorkohlenwasserstoffen und Ethern steht eine vollständige Mischbarkeit mit Aceton oder Ethylacetat gegenüber.
| Löslichkeit in verschiedenen Lösungsmitteln (in g pro 100 g Lösungsmittel)[6] |          |         |              |        |             |        |        |            |                       |
| Lösungsmittel                                                                 | Methanol | Ethanol | Diethylether | Aceton | Ethylacetat | Benzol | Toluol | Chloroform | Tetrachlorkohlenstoff |
| bei 17 °C                                                                     | 11,77    | 6,17    | 4,42         | 94,81  | 37,27       | 13,50  | 14,40  | 3,57       | 0,17                  |
| bei 50 °C                                                                     | 43,15    | 18,53   | 6,81 (34 °C) | 197,43 | 76,52       | 56,10  | 47,50  | 15,67      | 1.08                  |
Die Verbindung ist im trockenen Zustand durch Schlag, Reibung, Wärme und andere Zündquellen besonders explosionsgefährlich und fällt im Umgang unter das Sprengstoffgesetz.
| Sauerstoffbilanz           | −62,52 %[1]                                      |
| Stickstoffgehalt           | 17,95 %[1]                                       |
| Normalgasvolumen           | 996 l·kg−1[1]                                    |
| Explosionswärme            | 3310 kJ·kg−1 (H2O (l)) 3196 kJ·kg−1 (H2O (g))[1] |
| Spezifische Energie        | 857 kJ·kg−1 (87,4 mt/kg)[1]                      |
| Bleiblockausbauchung       | 28,5 cm3·g−1[1]                                  |
| Detonationsgeschwindigkeit | 6850 m·s−1[1]                                    |
| Verpuffungspunkt           | 150 °C[1]                                        |
| Schlagempfindlichkeit      | 12 Nm[1]                                         |

## Verwendung
Ein Gemisch aus 60 % Trinitrokresol und 40 % Pikrinsäure wurde im Ersten Weltkrieg als Granatfüllung eingesetzt, da diese Mischung schon ab 85 °C flüssig ist.